# 22694 Tyndall
A 22694 Tyndall (ideiglenes jelöléssel 1998 QF104) a Naprendszer kisbolygóövében található aszteroida. Eric Walter Elst fedezte fel 1998. augusztus 26-án.